# Ahotsa.info
Ahotsa.info és un mitjà de comunicació digital de Navarra, fundat el 2014 i finançat mitjançant micromecenatge. Després del tancament d'Apurtu.org i Ateak Ireki ordenat per l'Audiència Nacional i el posterior arxiu de la causa, un grup de persones va endegar el projecte d'Ahotsa.info per a donar-los continuïtat.

## Dificultats de cobertura
Ahotsa.info s'ha trobat sovint amb dificultats per a realitzar la labor periodística de protestes a Navarra. El març de 2014, la Policia Nacional va agredir un càmera d'Ahotsa.info durant la cobertura de les protestes estudiantils contra la LOMCE. El 2015, després de publicar dues fotografies d'agents de policia durant els Sanfermines, la delegada del Govern, Carmen Alba Orduna, va enviar una carta a Ahotsa.info advertint que se'ls aplicaria la nova Llei de Seguretat Ciutadana si tornaven a publicar fotos d'agents de policia. El juny de 2016, un càmera que cobria una manifestació a la seu del Partit Socialista contra la corrupció va ser multat amb 540 euros acusant-lo de «promotor i responsable de la manifestació».
El 13 de juliol de 2018, la Policia Nacional va citar una membre d'Ahotsa.info per un delicte d'enaltiment del terrorisme. Després de negar-se a declarar, va quedar en llibertat. La Fiscalia investigava el mitjà de comunicació per dues notícies sobre el col·lectiu de presos Euskal Pres Politikoen Kolektiboa (EPPK) en les quals denominava als seus membres «presos polítics bascos.» A l'abril de 2019 la membre d'Ahotsa.info va declarar davant l'Audiència Nacional per videoconferència i va quedar en llibertat sense càrrecs.